# Zygia juruana
Zygia juruana är en ärtväxtart som först beskrevs av Hermann August Theodor Harms, och fick sitt nu gällande namn av Maria de Lourdes Rico. Zygia juruana ingår i släktet Zygia och familjen ärtväxter. Inga underarter finns listade i Catalogue of Life.